# Orb (mediacenter)
Orb är ett företag som bland annat utvecklar datorprogram som gör det möjligt att strömma media som ligger lagrat på en dator till en spelkonsol. Funktionen finns bland annat utvecklad för Nintendo Wii. Mjukvara går i dagsläget bara att använda på en dator med Windows XP eller Windows XP Media Center Edition.